# Тоневицкий, Александр Григорьевич
Алекса́ндр Григо́рьевич Тоневи́цкий (род. 7 февраля 1957, Витебск) — российский учёный, специалист в области физиологии, член-корреспондент Российской академии наук по Отделению медицинских наук, декан факультета биологии и биотехнологии ФГАОУ ВО Национальный исследовательский университет «Высшая школа экономики» (НИУ ВШЭ), заведующий лабораторией микрофлюидных технологий для биомедицины ФГБУН Институт биоорганической химии им. академиков М. М. Шемякина и Ю. А. Овчинникова РАН (ИБХ РАН), научный руководитель научно-технического центра «Биоклиникум», доктор биологических наук, профессор.

## Биография
В 1979 году окончил биологический факультет Московского государственного университета им. М. В. Ломоносова по специальности «Биохимия».
В 1985 году защитил[где?] кандидатскую диссертацию по теме «Иммунотоксины, полученные на основе моно- и поликлональных антител и А-цепи рицина».
Подготовил и в 1993 году защитил[где?]  докторскую диссертацию по теме  «Структурные и функциональные особенности токсинов и иммунотоксинов, ингибирующих белковый синтез».
В 1994 году присвоено звание профессора. В 1999 году заведующий лабораторией ксенотрансплантации Научно-исследовательского института трансплантологии и искусственных органов Минздрава РФ, какое-то время там же работал заместителем директора.. В 1990-х годах работает в Государственном НИИ генетики, Институте иммунологии, позднее стал заниматься  проблемами патофизиологии и трансляционной онкологии.
В 1993-1996 годах  аффилиация определена как «Государственный научный Центр генетики и селекции промышленных микроорганизмов» ГосНИИГенетика в Москве, а в 2002 году - как фирма ProBioGen AG в Берлине, но в том же 2002 и позднее (2003 - 2004) как биологический факультет МГУ.
25 мая 2006 года избран членом-корреспондентом Российской академии наук по Отделению биологических наук (секция физиологии, специальность «молекулярная физиология»).
С февраля 2006 по февраль 2011 гг. А. Г. Тоневицкий — директор Федерального государственного учреждения «Всероссийский научно-исследовательский институт физической культуры и спорта» (ФГУ ВНИИФК) Министерства спорта, туризма и молодёжной политики РФ.
С 2007 по 2015 год заведующий кафедрой физического воспитания и спорта МГУ.
С февраля 2011 года по 2014 год А. Г. Тоневицкий являлся заведующим лабораторией молекулярной физиологии НИИ общей патологии и патофизиологии РАМН.
В 2016 году аффилиация определена как Московский онкологический институт им. Герцена (Hertsen Moscow Oncology Research Institute), департамент Национального медицинского радиологического центра (Branch of the National Medical Research Radiological Center)
Научный руководитель Общества с ограниченной ответственностью Научно-технического центра "БиоКлиникум" (Москва, Угрешская, дом 2, корпус строение 85)
- Заместитель главного редактора журнала «Биотехнология»,
- член редколлегии журналов «Вестник спортивной науки» и «Бюллетень экспериментальной биологии и медицины»,
- член Учёного совета в ФГУ ВНИИФК,
- эксперт ВАК Министерства образования и науки РФ[19][20].

28 ноября 2018 присвоено почётное звание заслуженного деятеля науки Российской Федерации.
С 2018 года работает во НИУ ВШЭ. Декан факультета биологии и биотехнологии с момента его организации.

## Научная деятельность
Сфера научной деятельности А. Г. Тоневицкого:
- молекулярно-генетические процессы адаптации к физическим нагрузкам;
- разработка методов неинвазивного изучения ключевых механизмов гомеостаза;
- исследование экспрессии генов, кодирующих белки, определяющие функциональное состояние человека;
- изучение механизмов внутриклеточного транспорта белков и создание моделей селективного цитотоксического воздействия на клетки-мишени.

Им получены результаты, связанные с изучением молекулярных основ физиологических реакций, молекулярно-генетических процессов адаптации к физическим нагрузкам. Разработаны методы неинвазивного изучения ключевых механизмов гомеостаза. Проведены исследования экспрессии генов, кодирующих белки, определяющие функциональное состояние человека. Изучены механизмы внутриклеточного транспорта белков и создана модель селективного цитотоксического воздействия на клетки-мишени.

## Семья
- Сын — Евгений, защитил диссертацию на тему "Влияние физических нагрузок на регуляцию сплайсинга" в 2009 во Всероссийском научно-исследовательском институте физической культуры и спорта по специальности "Восстановительная медицина, спортивная медицина, курортология и физиотерапия"[23].

## Научные труды
А. Г. Тоневицкий — автор 2 монографий, более 160 научных статей в российских и международных журналах. Под его руководством защищено 14 кандидатских и 2 докторские диссертации.
Научные труды за 2006—2011 гг.:
1. Smirnov I., Carletti E., Kurkova I., Nachon F., Nicolet Y., Mitkevich V.A., Débat H., Avalle B., Belogurov A.A. Jr., Kuznetsov N., Reshetnyak A., Masson P., Tonevitsky A.G., Ponomarenko N., Makarov A.A., Friboulet A., Tramontano A., Gabibov A. Reactibodies generated by kinetic selection couple chemical reactivity with favorable protein dynamics // PNAS U S A, 2011;108(38):15954-15959.
2. Кашкин К. Н., Мусаткина Е. А., Комельков А. В., Тоневицкий Е. А., Сахаров Д. А., Виноградова Т. В., Копанцев Е. П., Зиновьева М. В., Фаворская И. А., Каинов Я. А., Аушев В. Н., Зборовская И. Б., Тоневицкий А. Г., Свердлов Е. Д. Гены, потенциально ассоциированные с устойчивостью клеток рака лёгкого к цисплазину // ДАН, 2011; 438:147-150.
3. Silva J.P., Lelianova V.G., Ermolyuk Y.S., Vysokov N., Hitchen P.G., Berninghausen O., Rahman M.A., Zangrandi A., Fidalgo S., Tonevitsky A.G., Dell A., Volynski K.E., Ushkaryov Y.A. Latrophilin 1 and its endogenous ligand Lasso/teneurin-2 form a high-affinity transsynaptic receptor pair with signaling capabilities // PNAS USA, 2011; 108(29):12113-12118.
4. Smirnov I., Carletti E.,1, Kurkova I., Nachon F., Nicolet Y., Mitkevich V.A., Débat H., Avalle B., Belogurov A.A. Jr, Kuznetsov N., Reshetnyak A., Masson P., Tonevitsky A.G., Ponomarenko N., Makarov A.A., Friboulet A., Tramontano A., Gabibov A. Reactibodies generated by kinetic selection couple chemical reactivity with favorable protein dynamics // PNAS, 2011; 108(38):15954-15959.
5. Sakharov D.A., Maltseva D.V., Riabenko E.A., Shkurnikov M.U., Northoff H., Tonevitsky A.G., Grigoriev A.I. Passing the anaerobic threshold is associated with substantial changes in the gene expression profile in white blood cells // Eur. J. Appl. Physiol., 2011; 111:2745-2748.
6. Stepanov A.V., Belogurov A.A. Jr., Ponomarenko N.A., Stremovskiy O.A., Kozlov L.V., Bichucher A.M., Dmitriev S.E., Smirnov I.V., Shamborant O.G., Balabashin D.S., Sashchenko L.P., Tonevitsky A.G., Friboulet A., Gabibov A.G., Deyev S.M. Design of targeted B cell killing agents // PLoS. One., 2011; 6(6): e20991.
7. Кашкин К. Н., Мусаткина Е. А., Комельков А. В., Сахаров Д. А., Трушкин Е. В., Тоневицкий Е. А., Виноградова Т. В., Копанцев Е. П., Зиновьева М. В., Ковалёва О. В., Архипова К. А., Зборовская И. Б., Тоневицкий А. Г., Свердлов Е. Д. Гены, потенциально ассоциированные с устойчивостью клеток рака лёгкого к палитакселу // ДАН, 2011; 437:105-108.
8. Курова В. С., Кононихин А. С., Попов И. А., Тоневицкий А. Г., Сахаров Д. А., Ларина И. М., Варфоломеев С. Д., Николаев Е. Н. Экзогенные белки в конденсате выдыхаемого человеком воздуха // Биоорганическая химия, 2011; 37(1): 55-60.
9. Maltseva D.V., Sakharov D.A., Tonevitsky E.A., Northoff H., Tonevitsky A.G. Killer cell immunoglobulin-like receptors and exercise // Exerc. Immunol. Rev., 2011; 17:150-163.
10. Riabenko E.A., Tonevitsky E.A., Tonevitsky A.G., Grigoriev A.I. Structural Pecularities of Human Genes Which Expression Increases in Response to Stress // Am. J. Biomed. Sci., 2011; 3(2): 90-94.
11. Yashin D.V., Dukhanina E.A., Kabanova O.D., Romanova E.A., Lukyanova T.I., Tonevitskii A.G., Raynes D.A., Gnuchev N.V., Guerriero V, Georgiev G.P., Sashchenko L.P. The heat shock-binding protein (HspBP1) protects cells against the cytotoxic action of the Tag7-Hsp70 complex // J. Biol. Chem., 2011; 286(12):10258-10264.
12. Осипова М. А., Арьков В. В., Тоневицкий А. Г. Модуляция альфа-ритма и вегетативного статуса человека с использованием цветовой фотостимуляции // БЭБиМ, 2010; 149(6):699-703.
13. Хаустова С. А., Шкурников М. Ю., Тоневицкий А. Г. Кратковременные нагрузки высокой интенсивности вызывают изменение концентраций кортизола и секреторного IgA в слюне // БЭБиМ, 2010; 149(5):635-639.
14. Сахаров Д. А., Шкурников М. Ю., Вагин М. Ю., Яшина Е. И., Карякин А. А., Тоневицкий А. Г. Взаимосвязь концентраций лактата в поте активной мышцы и в цельной крови // БЭБиМ, 2010; 150(7): 83-85.
15. Хаустова С. А., Давыдов Я. И., Трушкин Е. В., Шкурников М. Ю., Мюллер Р., Бекхаус Й., Тоневицкий А. Г. Применение метода молекулярной спектроскопии средней инфракрасной области для определения ряда биохимических показателей сыворотки крови // БЭБиМ, 2009; 148(6):943-947.
16. Давыдов Я. И., Гребенюк Е. С., Хаустова С. А., Фидальго С., Лелиянова В. Г., Ушкарев Ю. А., Тоневицкий А. Г. Предсказание эпитопов белков с помощью нового алгоритма // БЭБиМ, 2009; 148(6):869-873.
17. Малюченко Н. В., Щёголькова Ю. В., Куликова М. А., Тимофеева М. А., Шлепцова В. А., Сысоева О. В., Иваницкий А. М., Тоневицкий А. Г. Влияние генетических вариаций в дофаминергической системе на утомление человека: гендерные аспекты, БЭИиМ, 2010; 149(2):187-191.
18. Арьков В. В., Абрамова Т. Ф., Никитина Т. М., Афанасьева Д. А., Аносова А. А., Миленина А. И., Тоневицкий А. Г. Новые аспекты влияния электростимуляции четырёхглавой мышцы бедра на функциональные характеристики организма // БЭБиМ, 2010; 149(2):135-138.
19. Арьков В. В., Абрамова Т. Ф., Никитина Т. М., Афанасьева Д. А., Супрун Д. В., Миленин О. Н., Тоневицкий А. Г. Перекрёстный эффект курса электростимуляции четырёхглавой мышцы бедра при максимальном произвольном сокращении в условиях обратной биологической связи // БЭБиМ, 2010; 149(1):101-103.
20. Шлепцова В. А., Трушкин Е. В., Быстрых О. А., Давыдов Я. И., Образцова Н. П., Гребенюк Е. С., Тоневицкий А. Г. Экспрессия ранних генов иммунного ответа при физической нагрузке // БЭБиМ, 2010; 148(1):97-100.
21. Khaustova S., Shkurnikov M., Tonevitsky E., Artyushenko V., Tonevitsky A. Noninvasive biochemical monitoring of physiological stress by Fourier transform infrared saliva spectroscopy // Analyst., 2010; 135(12):3183-3192.
22. Sysoeva OV, Tonevitsky AG, Wackermann J. Genetic determinants of time perception mediated by the serotonergic system // PLoS One., 2010; 5(9): pii: e12650.
23. Акимов Е. Б., Андреев Р. С., Калёнов Ю. Н., Кирдин А. А., Сонькин В. Д., Тоневицкий А. Г. Температурный портрет человека и его связь с аэробной производительностью и уровнем лактата в крови // Физиология человека, 2010; 36(4):89-101.
24. Хаустова С. А., Шкурников М. Ю., Гребенюк Е. С., Артюшенко В. Г., Тоневицкий А. Г. Определение биохимических показателей слюны с помощью Фурье-спектроскопии средней ИК области // БЭБиМ, 2009; 148(11):597-600.
25. Донников А. Е., Шкурников М. Ю., Хаустова С. А., Акимов Е. Б., Гребенюк Е. С., Шахматова Е. М., Тоневицкий А. Г. Влияние шестичасового ультрамарафона на уровень IL-6, LIF и SCF // БЭБиМ, 2009; 148(11): 573—575.
26. Сысоева О. В., Малюченко Н. В., Смирнов К. С., Шлепцова В. А., Иваницкий А. М., Тоневицкий А. Г. Особенности анализа информации мозгом у носителей разных вариантов гена транспортёра серотонина // БЭБиМ, 2009; 147(11): 484—488.
27. Кашкин К. Н., Мусаткина Е. А., Комельков А. В., Фаворская И. А., Трушкин Е. В., Шлепцова В. А., Сахаров Д. А., Виноградова Т. В., Копанцева Е. П., Зиновьев М. В., Ковалёва О. В., Зборовская И. Б., Тоневицкий А. Г., Свердлов Е. Д. Экспрессионное профилирование и предполагаемые механизмы устойчивости к доксорубицину клеток рака лёгких человека // ДАН, 2010; 430(3): 412—415.
28. Сысоева О. В., Куликова М. А., Малюченко Н. В., Тоневицкий А. Г., Иваницкий А. М.. Генетические и социальные факторы в развитии агрессивности // Физиология человека, 2010; 36(1):48-55.
29. Yashina E.I., Borisova A.V., Karyakina E.E., Shchegolikhina O.I., Vagin M.Y., Sakharov D.A., Tonevitsky A.G., Karyakin A.A. Sol-gel immobilization of lactate oxidase from organic solvent: toward the advanced lactate biosensor // Anal. Chem., 2010; 82(5):1601-1604.
30. Григорьев А. И., Тоневицкий А. Г. Молекулярные механизмы адаптации к стрессу: гены раннего ответа // Российский физиологический журнал имени И. М. Сеченова, 2009; 95(10):.1041-1057.
31. Гребенюк Е. С., Докрунова А. А., Давыдов Я. И., Тоневицкий Е. А., Тоневицкий А. Г. Анализ копийности рибосомального белка L7/L12 // БЭБиМ, 2009; 147(5): 516—521.
32. Vasilyev E.V., Trofimov D.Y., Tonevitsky A.G., Ilinsky V.V., Korostin D.O., Rebrikov D.V. Torque Teno Virus (TTV) distribution in healthy Russian population https://www.ncbi.nlm.nih.gov/pubmed/19735552// Virol. J., 2009;6:134.
33. Малюченко Н. В., Щёголькова Ю. В., Куликова М. А., Тимофеева М. А., Шлепцова В. А., Сысоева О. В., Тоневицкий А. Г. Гендерные влияния на ассоциацию полиморфизма гена серотонинового транспортёра с симптомами центрального утомления // БЭБиМ, 2009; 147(4):445-449.
34. Сахаров Д. А., Степанов А. В., Шкурников М. Ю., Тоневицкий А. Г. Кратковременный высокоинтенсивный физиологический стресс вызывает увеличение экспрессии белка теплового шока в лейкоцитах человека // БЭБиМ, 2009; 147(3):335-341.
35. Арьков В. В., Абрамова Т. Ф., Никитина Т. М., Иванов В. В., Супрун Д. В., Шкурников М. Ю., Тоневицкий А. Г. Сравнительный анализ параметров стабилометрии у спортсменов разной специализации // БЭБиМ, 2009; 147(2):194-197.
36. Куликова M.A., Трушкин E.В., Тимофеева M.A., Шлепцова В.A., Щёголькова Ю. В., Малюченко Н. В. Генетические маркеры предрасположенности к повышенной тревожности // БЭБиМ, 2008; 146(12):674-679.
37. Сахаров Д. А., Тевис М., Тоневицкий А. Г. Анализ основных изоформ гормона роста человека до и после интенсивных физических нагрузок // БЭБиМ, 2008; 146(10):446-451.
38. Донников А. Е., Шкурников М. Ю., Акимов Е. Б., Тоневицкий А. Г. Связь между степенью кардиоваскулярной адаптации и поляризацией иммунного ответа по Th1/Th2-механизму // БЭБиМ, 2008; 146(10):442-446.
39. Я. И. Давыдов, А. Г. Тоневицкий . Предсказание линейных В-клеточных эпитопов // Молекулярная биология, 2009; 43(1):166-174.
40. Шкурников М. Ю., Донников А. Е., Акимов Е. Б., Сахаров Д. А., Тоневицкий А. Г. Свободный тестостерон как маркёр адаптации к нагрузкам средней интенсивности // БЭБиМ, 2008; 146(9):330-333.
41. Леднёв В. В., Белова Н. А., Ермаков А. М., Акимов Е. Б., Тоневицкий А. Г. Регуляция вариабельности сердечного ритма человека с помощью крайне слабых переменных магнитных полей // Биофизика, 2008; 53(6):1129-1137.
42. Sysoeva O.V., Maluchenko N.V., Timofeeva M.A., Portnova G.V., Kulikova M.A., Tonevitsky A.G., Ivanitsky A.M. Aggression and 5HTT polymorphism in females: study of synchronized swimming and control groups // Int. J. Psychophysiol., 2009;72(2):173-178.
43. Шлепцова В. А., Малюченко Н. В., Куликова М. А., Тимофеева М. А., Щёголькова Ю. В., Ведяков А. М., Сысоева О. В., Тоневицкий А. Г. Участие ренин-ангиотензиновой системы в формировании эмоционального состояния человека // БЭБиМ, 2008; 146(4):368-372.
44. Немец Е. А., Ефимов А. Е., Егорова В. А., Тоневицкий А. Г., Севастьянов В. И. Микро- и наноструктурные характеристики трёхмерных пористых носителей ЭластоПОБ®-3D // БЭБиМ, 2008; 146(3):345-348.
45. Давыдов Я. И., Розов А. С., Тоневицкий Е. А., Валь М. К., Тоневицкий А. Г. Происхождение бактерий с тремя димерами белка L7/L12 в рибосоме // ДАН, 2008; 422(1):121-124.
46. Куликова М. А., Малюченко., Н. В., Тимофеева М. А., Шлепцова В. А., Щёголькова Ю. В., Сысоева О. В., Иваницкий А. М., Тоневицкий А. Г. Влияние функционального полиморфизма Val158met катехол-О-метилтрансферазы на физическую агрессивность // БЭБиМ, 2008; 145(1):68-71.
47. Kohler M., Püschel K., Sakharov D., Tonevitskiy A., Schänzer W., Thevis M. Detection of recombinant growth hormone in human plasma by a 2-D PAGE method // Electrophoresis, 2008; 29(22):4495-4502.
48. Тимофеева М. А., Малюченко Н. В., Куликова М. А., Шлепцова В. А., Щёголькова Ю. В., Ведяков А. М., Тоневицкий А. Г.. Перспективы изучения полиморфизмов ключевых генов нейромедиаторных систем для спортивной медицины. Часть 2. Серотонинергическая система // Физиология человека, 2008; 34(2):1-11.
49. Kopantzev E.P., Monastyrskaya G.S., Vinogradova T.V., Zinovyeva M.V., Kostina M.B., Filyukova O.B., Tonevitsky A.G., Sukhikh G.T., Sverdlov E.D. Differences in gene expression levels between early and later stages of human lung development are opposite to those between normal lung tissue and non-small lung cell carcinoma // Lung Cancer, 2008;62(1):23-34.
50. Куликова М. А., Малюченко Н. В., Тимофеева М. А. Перспективы изучения полиморфизмов ключевых генов нейромедиаторных систем. Сообщение 1. Дофаминергическая система // Физиология человека, 2007;33(6):105-112.
51. Портнова Г. В., Сысоева О. В., Малюченко Н. В., Тимофеева М. А., Куликова М. А., Тоневицкий А. Г., Кирпичников М. П., Иваницкий А. М. Генетические основы восприятия времени у спортсменов // Журнал высшей нервной деятельности им. И. П. Павлова, 2007;57(4):450-460.
52. Малюченко Н. В., Сысоева О. В., Ведяков А. М., Тимофеева М. А., Портнова Г. В., Иваницкий А. М., Тоневицкий А. Г., Кирпичныков М. П. Ассоциации генетического полиморфизма 5НТТ с агрессивностью у спортсменов // Журнал высшей нервной деятельности им. И. П. Павлова, 2007;57(3):276-281.
53. Efimov A.E., Tonevitsky A.G., Dittrich M., Matsko N.B. Atomic force microscope (AFM) combined with the ultramicrotome: a novel device for the serial section tomography and AFM/TEM complementary structural analysis of biological and polymer samples // J. Microsc., 2007;226(Pt 3):207-217.
54. Бекбосынова М. С., Никитина Т. Я., Голицын С. П., Новикова Д. С., Лоладзе Н. В., Масенко В. П., Тоневицкий А. Г. Уровень С-реактивного белка и частота выявления аутоантител к бета1-адренорецепторам у больных с наджелудочковыми тахиаритмиями // Кардиология, 2006;46(7):55-61.
55. Малюченко Н. В., Тоневицкий Е. А., Агапов И. И., Певзнер И. Б., Быков В. А., Кирпичников М. П., Тоневицкий А. Г. Исследование рибосом Е. соli и Т. maritima с помощью атомно-силовой микроскопии // Биофизика, 2006;51(3):440-445.
56. Тоневицкий А. Г., Табакьян Е. А. Роль аутоантител против В1-адренорецептора в развитии сердечной недостаточности // Российский физиологический журнал имени И. М. Сеченова, 2006; 92(3):330-341.
57. Никитина Т. Я., Бекбосынова М. С., Голицын С. П., Новикова Д. С., Лоладзе Н. В., Тоневицкий А. Г. Спектральные показатели вариабельности ритма сердца и частота выявления аутоантител к (1-адренорецепторам у больных с тахиаритмиями: идиопатическими и на фоне первичных заболеваний миокарда // Кардиология, 2006;4:13-19.